# كارولين كوين
كارولين كوين (بالإنجليزية: Caroline Queen)‏ هي راكبة الكنو أمريكية، ولدت في 5 مارس 1992.

## وصلات خارجية
- كارولين كوين على موقع أوليمبيديا (الإنجليزية)